# Jerzy Prokopczuk

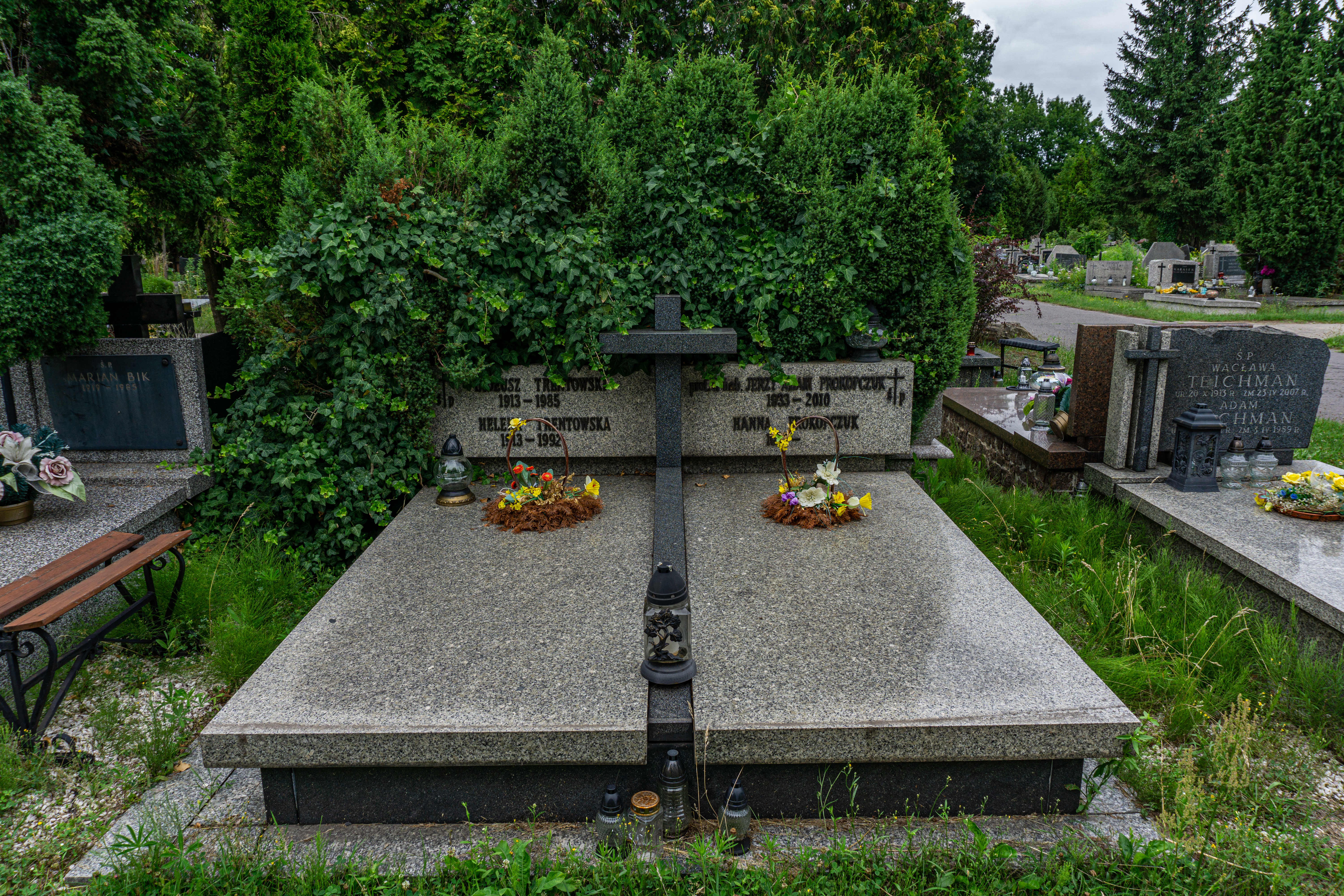
Grób Jerzego Prokopczuka na cmentarzu Komunalnym Północnym w Warszawie

Jerzy Adam Prokopczuk (ur. 31 maja 1933 w Warszawie, zm. 12 stycznia 2010 tamże) – polski historyk i politolog, profesor nauk humanistycznych, badacz historii stosunków międzynarodowych oraz dziejów Afryki.

## Życiorys
Studiował w Państwowej Wyższej Szkole Pedagogicznej (Warszawa 1954) oraz na Uniwersytecie Warszawskim (1958). W 1960 roku uzyskał stopień doktora. Habilitował się w 1963 roku. W roku 1972 otrzymał tytuł profesora nauk humanistycznych.
W latach 1958–1967 był pracownikiem naukowo-dydaktycznym Wyższej Szkoły Nauk Społecznych przy KC PZPR. Pracował w Polskim Instytucie Spraw Międzynarodowych w Warszawie, gdzie był m.in. kierownikiem Zakładu Krajów Rozwijających się (od 1961 roku). W latach 1969–1972 był redaktorem naczelnym „Studies Developing Countries”. Od 1982 roku był wiceprzewodniczącym Komisji Badań nad Krajami Rozwijającymi się przy Prezydium PAN. W latach 1984–1986 był członkiem Narodowej Rady Kultury.
Zajmował się badaniem historii stosunków międzynarodowych oraz krajów Trzeciego Świata, zwłaszcza państw afrykańskich. Opublikował ponad 230 prac naukowych.
Został pochowany na Cmentarzu Komunalnym Północnym w Warszawie (kw. W-III-5, rząd 4, grób 21).

## Odznaczenia
- Krzyż Oficerski Orderu Odrodzenia Polski
- Krzyż Kawalerski Orderu Odrodzenia Polski
- Złoty Krzyż Zasługi

## Wybrane publikacje
- Niektóre problemy ruchu narodowowyzwoleńczego w Algierii (1960)
- Problemy kolonializmu w Afryce w latach 1871–1939: krótki zarys (1962)
- Federacja Mali. narodziny i upadek (1963)
- Historia powszechna 1871-1939 (1964)
- Historia Afryki (1964)
- Likwidacja systemu kolonialnego w Afryce Zachodniej (1967)
- Trzeci świat w poszukiwaniu dróg rozwoju (1973)
- Z metodologii badań nad trzecim światem (1983)
- Azja, Afryka i Ameryka Łacińska po drugiej wojnie światowej (1983)
- Konflikty w Trzecim Świecie i ich wpływ na stosunki międzynarodowe (1989)